# Scythris flavidella
Scythris flavidella is een vlinder uit de familie dikkopmotten (Scythrididae). De wetenschappelijke naam is voor het eerst geldig gepubliceerd in 1911 door Preissecker.
De soort komt voor in Europa.